# Одживолек
Одживолек (пол. Odrzywołek) — село в Польщі, у гміні Бельськ-Дужий Груєцького повіту Мазовецького воєводства.
Населення — 598 осіб (2011).
У 1975-1998 роках село належало до Радомського воєводства.

## Демографія
Демографічна структура станом на 31 березня 2011 року:
|          | Загалом | Допрацездатний вік | Працездатний вік | Постпрацездатний вік |
| -------- | ------- | ------------------ | ---------------- | -------------------- |
| Чоловіки | 283     | 52                 | 204              | 27                   |
| Жінки    | 315     | 69                 | 186              | 60                   |
| Разом    | 598     | 121                | 390              | 87                   |